# 瓦园站
瓦园站是一个京广线上的铁路车站，位于湖南省衡阳市衡南县廖田镇，建于1935年，目前为四等站，邮政编码为421849。现已不办理客运业务；货运办理整车货物发到；危险货物仅办理农药、化肥发到。车站南侧设有通往常宁市水口山镇（原松柏镇）的瓦松铁路支线。